# Flottör (luftfart)
Flottör eller ponton avser inom luftfart flytanordningar monterade i ställ under flygplan för att lyfta eller stödja farkosten vid gång på vatten, ibland specificerat som flottörställ eller pontonställ. De används huvudsakligen som en form av landställ för att tillåta landning och start från vatten. Flygplan huvudsakligen utrustade med pontonställ brukar kallas Pontonflygplan och kan vara renrasiga sjöflygplan eller amfibieflygplan.
Flottörerna tillverkas vanligen av korrosionsbeständig aluminium, och är liksom båtar försedda med en köl och spant. På flottörens undersida finns ett så kallat steg som har till uppgift att vid hög fart släppa in luft under flottörens akterparti varvid friktionen mot vattnets yta minskar.